# Glyptoscelis idahoensis
Glyptoscelis idahoensis är en skalbaggsart som beskrevs av Blake 1967. Glyptoscelis idahoensis ingår i släktet Glyptoscelis och familjen bladbaggar. Inga underarter finns listade i Catalogue of Life.